# Аллісон Макгір
Аллісон Макгір (англ. Allison McGeer, нар. 1953) — канадська лікар-інфекціоніст, яка працює в системі лікарень Синайської системи охорони здоров'я в Торонто, та професором кафедри лабораторної медицини та патобіології в Університеті Торонто. Вона також працювала в Школі громадської охорони здоров'я Далла Лана та старшим науковим лікарем у Науково-дослідному інституті Луненфельда-Таненбаума, а також є партнером Національного центру співпраці з інфекційних захворювань Канади. Макгір керувала розслідуванням спалаху тяжкого гострого респіраторного синдрому в Торонто, та працювала разом з Дональдом Лоу. Під час пандемії COVID-19 Макгір вивчала, як SARS-CoV-2 виживає в повітрі, і працювала у кількох провінційних комітетах, консультуючи аспекти заходів уряду Онтаріо проти епідемії.

## Ранні роки життя й освіта
У 1974 році Макгір отримала ступінь бакалавра з біохімії в Університеті Торонто. Вона здобула ступінь магістра, а потім доктора медичних наук у 1982 році. Макгір проходила навчання з внутрішньої медицини та інфекційних хвороб в Університеті Торонто. З 1989 по 1990 рік Макгір працював стипендіатом із госпітальної епідеміології в лікарні Єльського університету в Нью-Гейвені.

## Кар'єра
У 1989 році Макгір розпочала працювати в Синайській системі охорони здоров'я в Торонто, де вона спеціалізувалась на мікробіології. Вона обіймає спільну посаду професора на кафедрі лабораторної медицини та патобіології та інфекційних хвороб Школи громадського здоров'я Далла Лана.
В Університеті Торонто Макгір зосередилася на розробці механізмів зупинки поширення інфекційних захворювань у лікарнях і будинках для людей похилого віку. Макгір вивчав вплив грипу на персонал лікарні. Вона закликала людей будь-якого віку отримати універсальну вакцину проти грипу та підтримала лікарні в покращенні тестування на грип. Вона також внесла свій внесок у огляд діагностики грипу серед госпіталізованих пацієнтів похилого віку від імені Канадської мережі досліджень імунізації (CIRN) Мережі спостереження за серйозними результатами (SOS).
Аллісон Макгір є директором відділу інфекційного контролю, та працює мікробіологом і консультантом з інфекційних захворювань у лікарні Маунт-Сінай. Сторінка довідника її співробітників підтверджує фінансування через необмежений освітній грант від Pfizer Canada.
Макгір вивчає профілактику та лікування бактеріальних і вірусних інфекцій. Основними сферами її дослідницьких інтересів є профілактика інфекцій, пов'язаних із медичною допомогою, епідеміологія грипу та імунізація дорослих. Вона отримала дослідницькі гранти від «Pfizer» і Seqirus, а також особисті та консультаційні гонорари від AstraZeneca, GlaxoSmithKline, Janssen, Medicago, Merck, Moderna та Sanofi Pasteur.

### SARS і MERS
Макгір очолювала дослідження тяжкого гострого респіраторного синдрому (SARS) у Торонто. У той час вона заразилась хворобою, і випадково піддала ризику зараження кількох інших медичних працівників. Медичні працівники були поміщені на карантин і не захворіли. Базовий показник репродукції коронавірусу SARS-CoV становив від 2,2 до 3,7, але в деяких лікарняних умовах спостерігалися випадки суперрозповсюдження (високоефективна передача вірусу). Макгір вважала, що в Торонто зупинили поширення SARS, ізолювавши осіб, які були інфіковані або ризикували захворіти, запобігаючи його поширенню. Дослідження у відділеннях інтенсивної терапії лікарень Торонто показало, що постійне використання респіраторів N95 було ефективним способом захисту медичних працівників. Під час спалаху MERS у 2013 році Макгір відвідала Саудівську Аравію разом із представниками Всесвітньої організації охорони здоров'я, щоб допомогти відстежити поширення вірусу. Завдяки ретельному контролю за повітрям, їжею та водопостачанням вона допомогла контролювати поширення вірусу.

### Пандемія COVID-19
Протягом усієї пандемії COVID-19 Макгір надавала канадській громадськості поради щодо охорони здоров'я, у тому числі як член Наукової консультативної групи Онтаріо щодо COVID-19. Вона також входила до Канадської експертної групи з COVID-19, яку збирала головний науковий радник Канади доктор Мона Немер, щоб допомогти надавати поради та вказівки прем'єр-міністру Джастіну Трюдо та федеральному уряду. Наприкінці січня 2020 року Макгір висловив занепокоєння щодо здатності стримувати SARS-CoV-2, особливо внаслідок невідомого інкубаційного періоду, що ускладнює відстеження та карантин людей, які контактували з вірусом. На початку березня вона наголосила на необхідності для канадців дотримуватися порад служби охорони здоров'я, щоб запобігти ширшому розповсюдженню SARS-CoV-2. За словами Макгір, найважливішою вказівкою було обмежити соціальні контакти та залишатися вдома, коли почуваєшся погано.
Макгір почала досліджувати, як довго SARS-CoV-2 може виживати в повітрі, в березні 2020 року. Її цікавило, як видихувані краплі, які містять і воду, і вірус, можуть перетворитися на інфекційний аерозоль, який достатньо легкий для транспортування. повітряними потоками. Каролін Дюшен, фахівець з аерозолів з Університету Лаваля, вважає, що вірус може бути не таким потужним у формі аерозолю, оскільки він втрачає частини своєї гострої білкової оболонки, коли висихає на повітрі. Макгір і Дюшен цікавилися тим, як вірус виживає в повітрі в лікарняних умовах, особливо навколо хворих, яких інтубують. Вона сподівалася, що її дослідження дозволить зрозуміти, чи варто носити маски для обличчя, щоб зменшити передачу вірусу. У той час Центри з контролю та профілактики захворювань розглядали питання про те, чи рекомендувати всім носити маски, коли вони виходять з дому, і вони були обов'язковими в Чехії.
У лікарні Маунт-Сінай Макгір стала місцевим головним дослідником у дослідженні «Реконвалесцентна плазма для госпіталізованих дорослих із респіраторним захворюванням COVID-19» (CONCOR-1). Вона також була головним дослідником у дослідженні, яке вивчало зв'язок між загальною слабкістю та наслідками інфікування COVID-19.
У травні 2021 року Макгір пояснив, що обговорення Національного консультативного комітету з імунізації щодо схвалення вакцин проти COVID-19 не може бути доступним для громадськості, оскільки агентство «не має нічого подібного до бюджету чи персоналу, який був би необхідний» для цього. Хоча комітет уповноважений «збирати та оцінювати наявні дані, що стосуються вакцин», Макгір також зазначила, що «вони не мають достатніх ресурсів для швидкої та всебічної наукової оцінки». Вона привітала рекомендацію комітету з імунізації від вересня 2021 року щодо повторного щеплення від COVID-19 для мешканців закладів тривалого догляду, посилаючись на докази ослаблення імунітету серед цієї групи населення.
Макгір залучили до новоствореного Консультативного комітету з імунізації Онтаріо, створеного головним медичним спеціалістом Кіраном Муром у серпні 2021 року для роботи над провінційними програмами вакцинації (зокрема проти COVID-19).

## Членство
- Група експертів Канади з COVID-19[29]
- Канадська експертна консультативна група з протимікробної резистентності (EAGAR)[42]
- Канадський національний консультативний комітет з імунізації[3][41]
- Національний центр співпраці з інфекційних захворювань, партнер[43]
- Наукова консультативна таблиця Онтаріо щодо COVID-19[28]
- Консультативний комітет з імунізації Онтаріо[41]
- Консультативний комітет з інфекційних захворювань провінції Онтаріо, підкомітет з інфекційного контролю, член[3]

## Нагороди
- 2014: «Toronto Life», 30 найкращих лікарів Торонто[44]
- 2015: Канадська медична асоціація, Премія Мей Коен для жінок-наставників[45]
- 2016: Асоціація медичної мікробіології та інфекційних захворювань Канади, Премія за життєві досягнення[46]
- 2021: медичний факультет Університету Торонто, нагорода Нормана Розенблюма за видатне наставництво в програмі MD/PhD[47]
- 2021: Канадська асоціація клінічної мікробіології та інфекційних захворювань, нагорода CACMID видатного мікробіолога імені Джона Г. Фітцджеральда[48]

## Вибрані праці та публікації
- Chen, Danny K.; McGeer, Allison; de Azavedo, Joyce C.; Low, Donald E. (22 липня 1999). Decreased Susceptibility of Streptococcus pneumoniae to Fluoroquinolones in Canada. New England Journal of Medicine (англ.). 341 (4): 233—239. doi:10.1056/NEJM199907223410403. ISSN 0028-4793. PMID 10413735. (англ.)
- Nuorti, J. Pekka; Butler, Jay C.; Farley, Monica M.; Harrison, Lee H.; McGeer, Allison; Kolczak, Margarette S.; Breiman, Robert F. (9 березня 2000). Cigarette Smoking and Invasive Pneumococcal Disease. New England Journal of Medicine (англ.). 342 (10): 681—689. doi:10.1056/NEJM200003093421002. ISSN 0028-4793. PMID 10706897. (англ.)
- Poutanen, Susan M.; Low, Donald E.; Henry, Bonnie; Finkelstein, Sandy; Rose, David; Green, Karen; Tellier, Raymond; Draker, Ryan; Adachi, Dena; Ayers, Melissa; Chan, Adrienne K. (15 травня 2003). Identification of Severe Acute Respiratory Syndrome in Canada. New England Journal of Medicine (англ.). 348 (20): 1995—2005. doi:10.1056/NEJMoa030634. ISSN 0028-4793. PMID 12671061. (англ.)
- Assiri, Abdullah; McGeer, Allison; Perl, Trish M.; Price, Connie S.; Al Rabeeah, Abdullah A.; Cummings, Derek A.T.; Alabdullatif, Zaki N.; Assad, Maher; Almulhim, Abdulmohsen; Makhdoom, Hatem; Madani, Hossam; Alhakeem, Rafat; Al-Tawfiq, Jaffar A.; Cotten, Matthew; Watson, Simon J.; Kellam, Paul; Zumla, Alimuddin I.; Memish, Ziad A. (серпень 2013). Hospital Outbreak of Middle East Respiratory Syndrome Coronavirus. New England Journal of Medicine. 369 (5): 407—416. doi:10.1056/NEJMOA1306742. PMC 4029105. PMID 23782161. (англ.)
- Alhazzani, Waleed; Møller, Morten Hylander; Arabi, Yaseen M.; Loeb, Mark; Gong, Michelle Ng; Fan, Eddy; Oczkowski, Simon; Levy, Mitchell M.; Derde, Lennie; Dzierba, Amy; Du, Bin; Aboodi, Michael; Wunsch, Hannah; Cecconi, Maurizio; Koh, Younsuck; Chertow, Daniel S.; Maitland, Kathryn; Alshamsi, Fayez; Belley-Cote, Emilie; Greco, Massimiliano; Laundy, Matthew; Morgan, Jill S.; Kesecioglu, Jozef; McGeer, Allison; Mermel, Leonard; Mammen, Manoj J.; Alexander, Paul E.; Arrington, Amy; Centofanti, John E. та ін. (2020). Surviving Sepsis Campaign: Guidelines on the management of critically ill adults with Coronavirus Disease 2019 (COVID-19). Intensive Care Medicine. 46 (5): 854—887. doi:10.1007/s00134-020-06022-5. PMC 7101866. PMID 32222812. (англ.)